# Zeldenrust (Viersel)
Molen de Zeldenrust is een ronde stenen stellingmolen in Viersel.
De molen heeft een oud-Hollands gehekt gevlucht met twee uitneembare borden (stormplank plus extra bord) en een vluchtlengte van 16,60 m.
De molen heeft geen gangwerk, alleen een bovenwiel (of vangwiel genoemd) en een houten blokvang. Er kan niet op de wind gemalen worden.
Tegenwoordig heeft de molen op de begane grond een motorkoppel en haverpletter staan. Deze moeten vooraleer ze kunnen functioneren een grondige restauratie ondergaan.